# Elecciones al Parlamento Europeo de 2024 (España)
Las elecciones al Parlamento Europeo de 2024 en la circunscripción electoral de España se celebraron el domingo 9 de junio de 2024 como parte de las elecciones al Parlamento Europeo de 2024. Se eligieron a 61 diputados adscritos a partidos políticos europeos que posteriormente se unieron mediante grupos parlamentarios con el resto de diputados de otros Estados miembros, y que dio lugar a la X legislatura, reemplazando a la IX legislatura. Los 61 escaños (59 en las anteriores elecciones) asignados a España según el Tratado de Lisboa y la Decisión del Consejo de 2023. Esta cámara fue la responsable de investir por mayoría absoluta al presidente de la Comisión Europea y su Colegio de Comisarios, que propuso el Consejo Europeo en función de los resultados de las elecciones, por mayoría cualificada.
Sus características vienen reguladas principalmente por el real decreto por el que se convocan elecciones de diputados al Parlamento Europeo, firmado el 15 de abril de ese año por el rey, a propuesta del presidente Pedro Sánchez, previa deliberación del Consejo de Ministros sobre su contenido en la reunión celebrada el 9 de abril anterior.

## Sistema electoral

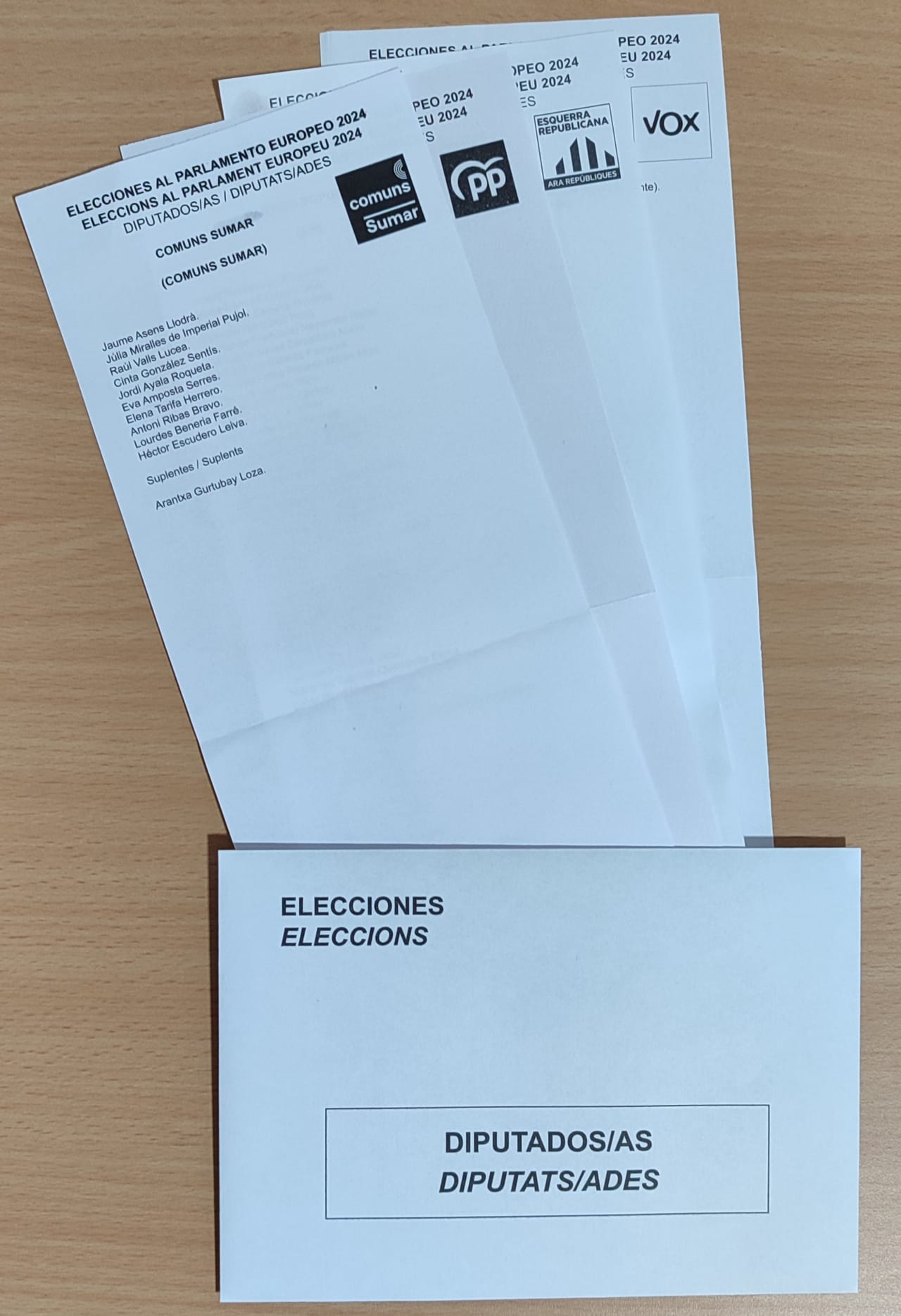
Papeletas electorales de la provincia de Barcelona.

España tiene asignados 61 miembros del Parlamento Europeo según el Tratado de Lisboa y actos posteriores. La votación se realiza sobre la base del sufragio universal, que comprende a todos los ciudadanos europeos nacionales y no nacionales residentes mayores de 18 años y en pleno goce de sus derechos políticos. Las modificaciones a la ley electoral de 2022 abolieron el sistema de voto "rogado", según el cual los españoles en el extranjero debían solicitar el registro de votantes antes de poder votar. Se atribuyó al sistema de voto de expatriados la responsabilidad de una importante disminución en la participación de españoles en el exterior durante los años de su vigencia.
Todos los escaños se elegirán mediante el método D'Hondt y una representación proporcional de lista cerrada , sin que se aplique ningún umbral electoral para tener derecho a participar en la distribución de escaños. Los escaños se asignan a una única circunscripción plurinominal que comprende todo el territorio nacional. El hecho de que el número de escaños a repartir es finito implica la existencia de un umbral electoral efectivo.

## Candidaturas
Se presentaron 39 candidaturas, de las cuales se proclamaron 33. En cumplimiento de una sentencia del Juzgado de lo Contencioso-Administrativo n.º 17 de Madrid se agregó una candidatura a las proclamadas, quedando así en 34.

### Candidaturas con representación previa en el Parlamento Europeo
| Candidatura                              | Candidatura                        | Cabeza de lista en España | Integrantes     | Afiliación europea | Grupo parlamentario | Escaños |
| ---------------------------------------- | ---------------------------------- | ------------------------- | --------------- | ------------------ | ------------------- | ------- |
|                                          | Partido Socialista Obrero Español  | Teresa Ribera             | PSOE            | PES                | S&D                 | 21      |
|                                          | Partido Popular                    | Dolors Montserrat         | PP              | EPP                | PPE                 | 13      |
|                                          | Ciudadanos                         | Jordi Cañas               | Cs              | ALDE               | RE                  | 8       |
|                                          | Podemos                            | Irene Montero             | Podemos         | n/a                | I-GUE/NGL           | 6       |
|                                          | Sumar                              | Estrella Galán            | IU              | PEL                | I-GUE/NGL           | 6       |
| SMR                                      | Sumar                              | Estrella Galán            | n/a             |                    | I-GUE/NGL           | 6       |
| VQ                                       | Sumar                              | Estrella Galán            | EGP             | V/ALE              |                     | 6       |
| Més-C                                    | Sumar                              | Estrella Galán            | EFA             | V/ALE              |                     | 6       |
| MM CatComú CCPV IdPV VEPV CHA NC-BC IdPA | Sumar                              | Estrella Galán            | n/a             | V/ALE              |                     | 6       |
|                                          | Vox                                | Jorge Buxadé              | Vox             | ECR                | CRE                 | 4       |
|                                          | Ahora Repúblicas                   | Diana Riba                | ERC BNG Ara Més | EFA                | V/ALE               | 3       |
| EH Bildu                                 | Ahora Repúblicas                   | Diana Riba                | n/a             | I-GUE/NGL          |                     | 3       |
|                                          | Junts i Lliures per Europa         | Toni Comín                | JxCat DC MEScat | n/a                | NI                  | 3       |
|                                          | Coalición por una Europa Solidaria | Oihane Agirrengoitia      | EAJ-PNV CCa     | EDP                | RE                  | 1       |
| Ataldea GSB-GSV El Pi                    | Coalición por una Europa Solidaria | Oihane Agirrengoitia      | n/a             |                    | RE                  | 1       |

### Candidaturas sin representación en el Parlamento Europeo
En la siguiente tabla se muestran el resto de candidaturas que concurrieron a estos comicios pero que ni contaban con representación previa ni tuvieron durante la campaña electoral la consideración de "grupo político significativo" conforme a la Junta Electoral Central.
| Formación | Formación | Cabeza de lista                                     |
| --------- | --- | --------------------------------------------------- |
|           | Izquierda Española (IZQESP) | Guillermo del Valle Alcalá.                         |
|           | Frente Obrero (FO) | Roberto Vaquero Arribas                             |
|           | Ahora Andalucía (ANDALUCISTAS), coalición electoral formada por: *Andalucía Por Sí *Convergencia Andaluza *Compromiso por Andalucía | Francisco Javier García Fernández                   |
|           | Iustitia Europa (IE) | Luis María Pardo Rodríguez                          |
|           | Escaños en Blanco para dejar escaños vacíos (ESCAÑOS EN BLANCO) | María Teresa Lou Arnal                              |
|           | Corriente Revolucionaria de Trabajadores (CRT) | Pablo Acedo Castilla                                |
|           | Feministas al Congreso (PFAC) | Juana Gallego Ayala                                 |
|           | Partido Comunista de los Trabajadores de España (PCTE) | Javier Martín Rodríguez                             |
|           | Coalición Partido Comunista de los Pueblos de España/Partit Comunista del Poble de Catalunya (PCPE/PCPC) | Julio Díaz Díaz                                     |
|           | Partido Animalista Con el Medio Ambiente (PACMA) | Cristina García Salazar                             |
|           | Cree en Europa (CREE EN EUROPA), coalición electoral formada por: *Contigo Somos Democracia *Cree en Europa | César Vera Prieto                                   |
|           | País i Moviment Rural (PMR), coalición electoral formada por: *Convergents *Moviment Demòcrata Català *República Valenciana *Via Mediterrània | Ramon Luis Lletjos Castells                         |
|           | Se Acabó La Fiesta (SALF) | Luis Pérez Fernández más conocido como Alvise Pérez |
|           | Futuro (F) | David Jiménez Barajas                               |
|           | La España Olvidada EXISTE - Municipalistas - Mundo Justo (EXISTE), coalición electoral formada por: *Teruel Existe *Unión de Ciudadanos Independientes *Por un Mundo Más Justo *Soria ¡Ya! *Cuenca Ahora *Aragón Existe *Centrats en Nules *Jaén Merece Más *Somos Cáceres *Unión Democrática de Independientes de Mazarrón *Coalición de Centro Democrático *Ahora Decide | Tomás José Guitarte Gimeno                          |
|           | Falange Española de las JONS (FE DE LAS JONS) | Norberto Pedro Pico Sanabria                        |
|           | Soberanía Alimentaria Española (SAE) | Alexis Codesal Rivas                                |
|           | Juntos por Extremadura (J.U.E.X.) | Raúl González Holgado                               |
|           | Partido Humanista (PH) | José Luis Álvarez Cedena                            |
|           | Volt España (VOLT) | Clara Panella Gómez                                 |
|           | Recortes Cero (RECORTES CERO) | Nuria Suárez Hernández                              |
|           | EXTREMEÑOS PREX CREX (EXTREMEÑOS, Y SUBSIDIARIAMENTE EX PREX CREX) | Casildo Rodríguez Serrano                           |
|           | Partido Galego (GLG) | Olga Dourado González                               |
|           | Pirates de Catalunya - European Pirates - Alianza Rebelde (PIRATES.CAT / REBELDES) | Muriel Rovira Esteva                                |
|           | Salamanca-Zamora-León PREPAL (PREPAL) | Francisco Iglesias Carreño                          |

## Encuestas
A continuación se muestran desglosadas las encuestas realizadas de cara a estas elecciones
| Encuestadora                | Fecha                   | Participación | PP         | PSOE       | Vox      | Sumar   | AR      | Podemos | Junts   | CEUS    | Cs      | Dif. |
| --------------------------- | ----------------------- | ------------- | ---------- | ---------- | -------- | ------- | ------- | ------- | ------- | ------- | ------- | ---- |
| Encuestadora                | Fecha                   | Participación |            |            |          |         |         |         |         |         |         | Dif. |
| Key Data/Diario Público     | 3 de junio de 2024      | ?             | 33.9 23    | 30.0 20    | 9.9 6    | 6.1 4   | 4.4 3   | 3.7 2   | 2.4 1   | 1.7 1   | 1 0     | 3.9  |
| CIS                         | 3 de junio de 2024      | ?             | 29.4       | 32.4       | 10.5     | 6.3     | 3.9     | 3.8     | 1.6     | 1.2     | 1       | 3    |
| DYM/Grupo Jolly             | 3 de junio de 2024      | ?             | 34.4 23    | 30.8 20/21 | 10.4 6/7 | 5.9 4   | 4.2 3   | 3.3 2   | 2.4 1   | 1.3 1   | 1.3 0   | 3.6  |
| Celeste-Tel/Onda Cero       | 31 de mayo de 2024      | ?             | 34.9 23    | 29.3 20    | 9.9 6    | 6.3 4   | 4.8 3   | 3.6 2   | 2.6 1   | 1.8 1   | -       | 5.6  |
| GAD3/Mediaset               | 27 de mayo de 2024      | ?             | 34.5 23    | 31.4 21    | 9.3 6    | 5.7 3   | 4.5 3   | 3.0 2   | 2.4 1   | 1.5 1   | 0.7 0   | 3.1  |
| NC Report/La Razón          | 27 de mayo de 2024      | ?             | 36.1 24/25 | 27.9 19    | 9.0 6    | 6.8 4   | 5.2 3   | 3.0 2   | 2.9 1/2 | 2.2 1   | -       | 8.2  |
| SocioMétrica/El Español     | 27 de mayo de 2024      | ?             | 34.8 24    | 29.4 20    | 10.7 7   | 6.3 4   | 4.5 2   | 3.3 2   | 2.7 1   | 1.4 0   | 1.4 0   | 5.4  |
| Cluster 17/Agenda Pública   | 27 de mayo de 2024      | ?             | 34.1 24    | 28.7 20    | 9.6 6    | 6.7 4   | 4.5 3   | 3.4 2   | 2.6 1   | 1.9 1   | 1.1 0   | 5.4  |
| Sigma Dos/El Mundo          | 26 de mayo de 2024      | ?             | 35.1 24/25 | 30.2 19/20 | 9.7 6/7  | 7.0 4/5 | 3.6 2   | 3.6 2   | 2,4 1   | 1,3 0/1 | -       | 4.9  |
| Data10/Okdiario             | 26 de mayo de 2024      | ?             | 35.4 24    | 29.6 20    | 10.4 7   | 6.4 4   | 4.7 3   | 2.9 1   | 2.5 1   | 1.7 1   | 0.9 0   | 5.8  |
| Electomanía/El Plural       | 26 de mayo de 2024      | ?             | 33.7 24    | 29.1 20    | 8.7 6    | 5.8 4   | 5.3 3   | 3.1 2   | 2.7 1   | 2.1 1   | 1.0 0   | 4.6  |
| Key Data/Público            | 25 de mayo de 2024      | ?             | 35.8 24    | 28.7 19    | 10.6 7   | 7.4 4   | 4.6 3   | 3.1 2   | 2.3 1   | 1.5 0   | 1.0 0   | 7.1  |
| Simple Lógica/El Diario     | 21 de mayo de 2024      | ?             | 36.4 24    | 29.9 20    | 10.9 7   | 8.0 5   | 4.8 3   | 2.0 1   | 2.2 1   | 1.1 0   | -       | 6.5  |
| NC Report/La Razón          | 20 de mayo de 2024      | ?             | 36.3 24/25 | 27.2 18/19 | 9.4 6    | 7.7 5   | 4.9 3   | 2.8 1/2 | 2.7 1   | 2.1 1   | -       | 9.1  |
| SocioMétrica/El Español     | 20 de mayo de 2024      | ?             | 36.9 25    | 28.8 19    | 10.4 7   | 7.0 4   | 5.1 3   | 3.2 2   | 2.4 1   | 1.3 0   | 0.9 0   | 8.1  |
| 40db/El País                | 20 de mayo de 2024      | ?             | 33.5 23    | 30.1 20    | 12.6 8   | 5.7 3   | 4.6 3   | 4.0 2   | 2.2 1   | 1.9 1   | -       | 3.4  |
| Electomanía/El Plural       | 19 de mayo de 2024      | ?             | 34.3 25    | 28.6 20    | 7.7 5    | 5.9 4   | 5.4 3   | 2.5 1   | 4.0 2   | 2.4 1   | 0.9 0   | 5.7  |
| Cluster17/Agenda Pública    | 17 de mayo de 2024      | ?             | 35.4 24    | 26.4 18    | 8.8 6    | 6.6 4   | 5.6 3   | 3.4 2   | 2.6 1   | 2.0 1   | 1.2 0   | 9.0  |
| Sigma Dos/El Mundo          | 4 de mayo de 2024       | ?             | 35.7 23    | 28.9 19    | 11,9 7   | 9,5 6   | 4,1 2   | 3,1 2   | 2,0 1   | 1,8 1   | -       | 6.8  |
| GAD3/Mediaset               | 26 de marzo de 2024     | ?             | 37.8 25/26 | 26.5 18/19 | 9.2 6    | 7.2 4   | 4.4 3   | 3,5 2   | 2.7 1   | 2.4 1   | 0,3 0   | 11.3 |
| Ipsos                       | 20 de marzo de 2024     | ?             | 37.7 25    | 28.6 19    | 10.4 6   | 9.7 6   | 3.8 2   | 2.4 1   | 2,5 1   | 2 1     | 0       | 9.1  |
| SocioMétrica/ElEspañol      | 10 de marzo de 2024     | ?             | 40.1 26    | 24.5 16    | 10.6 7   | 9.3 6   | 4.9 3   | 1.9 1   | 3.0 2   | 1.2 0   | 0.9 0   | 15.6 |
| GAD3/ABC                    | 4 de marzo de 2024      | ?             | 38.4 26    | 27.1 18    | 8.6 6    | 7.3 5   | 4.3 2   | 3.0 2   | 2.7 1   | 2.4 1   | -       | 11.3 |
| SocioMétrica/Electrográfica | 10 de febrero de 2024   | ?             | 38.3 25    | 28.1 18    | 11.7 7   | 10.2 6  | 3.2 2   | 1,0 0   | 3.4 2   | 1.5 1   | -       | 10.2 |
| NC Report/La Razón          | 27 de enero de 2024     | 61.5          | 37.5 25    | 28.3 18    | 10.4 6   | 9.1 6   | 3.0 2   | 1.7 1   | 3.3 2   | 2.1 1   | 0.4 0   | 9.2  |
| SocioMétrica/El Español     | 7 de enero de 2024      | ?             | 37.1 24    | 28.5 19    | 11.0 7   | 8.8 5   | 3.2 2   | 3.3 2   | 4.4 2   | 1.3 0   | 1.1 0   | 8.6  |
| Sigma Dos/El Mundo          | 2 de enero de 2024      | ?             | 38.1 25    | 29.2 19    | 11.8 7   | 10.1 6  | 2.8 1   | 2.6 1   | 2.3 1   | 2.0 1   | 0.2 0   | 8.9  |
| SocioMétrica/El Español     | 27 de noviembre de 2023 | ?             | 36.8 25    | 29.2 19    | 10.2 6   | 8.0 5   | 4.2 2   | 2.0 1   | 5.1 3   | 1.3 0   | 1.1 0   | 7.6  |
| 2023 Generales              | 23 de julio de 2023     | 70.4          | 33.1 21    | 31.7 20    | 12.4 7   | 12.3 7  | 3.9 3   | [ 55 ]  | 1.7 1   | 1.6 1   | -       | 1.4  |
| 2023 Municipales            | 28 de mayo de 2023      | 63.9          | 36.7 (24)  | 32.8 (21)  | 8.3 (5)  | 8.9 (5) | 5.9 (3) | [ 55 ]  | 2.8 (1) | 2.6 (1) | 1.5 (1) | 3.9  |
| 2019 Generales              | 10 de noviembre de 2019 | 66.2          | 20.8 13    | 28.0 18    | 15.1 10  | -       | 5.3 3   | 12.9 8  | 2.2 1   | 2.8 1   | 6.8 4   | 7.2  |
| 2019 Elecciones             | 26 de mayo de 2019      | 60.7          | 20.2 13    | 32.9 21    | 6.2 3    | 2       | 5.6 3   | 10.1 4  | 4.5 2   | 2.8 1   | 12.2 8  | 12.7 |

## Resultados

### Resultados por candidaturas
A continuación se muestran los datos de participación y resultados de estos comicios. La participación en 2024 fue del 46,39%, descendiendo del dato de 2019 (60,73%), aunque en aquel año se celebraron elecciones autonómicas y municipales a la vez que las elecciones europeas. En 2014, cuando solamente se celebraron elecciones europeas, el 43,81% del censo español votó en esos comicios.
| Candidatura                                                                                    | Candidatura                                                                                    | Votos      | %                                        | Escaños                                  | +/-                                      |
| ---------------------------------------------------------------------------------------------- | ---------------------------------------------------------------------------------------------- | ---------- | ---------------------------------------- | ---------------------------------------- | ---------------------------------------- |
|                                                                                                | Partido Popular (PP)                                                                           | 5 996 627  | 34.21                                    | 22/61                                    | 9                                        |
|                                                                                                | Partido Socialista Obrero Español (PSOE)                                                       | 5 290 945  | 30.19                                    | 20/61                                    | 1                                        |
|                                                                                                | Vox (VOX)                                                                                      | 1 688 255  | 9.63                                     | 6/61                                     | 2                                        |
|                                                                                                | Ahora Repúblicas (AR)                                                                          | 860 660    | 4.91                                     | 3/61                                     | Sin cambios                              |
|                                                                                                | Sumar (Sumar)                                                                                  | 818 015    | 4.67                                     | 3/61                                     | 1                                        |
|                                                                                                | Se Acabó la Fiesta (SALF)                                                                      | 803 545    | 4.58                                     | 3/61                                     | Nv.                                      |
|                                                                                                | Podemos (PODEMOS)                                                                              | 578 007    | 3.30                                     | 2/61                                     | 2                                        |
|                                                                                                | Junts i Lliures per Europa (Junts UE)                                                          | 442 297    | 2.52                                     | 1/61                                     | 2                                        |
|                                                                                                | Coalición por una Europa Solidaria (CEUS)                                                      | 284 888    | 1.63                                     | 1/61                                     | Sin cambios                              |
| Partido Animalista Con el Medio Ambiente (PACMA)                                               | Partido Animalista Con el Medio Ambiente (PACMA)                                               | 135 691    | 0.77                                     | 0/61                                     | Sin cambios                              |
| Ciudadanos-Partido de la Ciudadanía (Cs)                                                       | Ciudadanos-Partido de la Ciudadanía (Cs)                                                       | 122 292    | 0.70                                     | 0/61                                     | 8                                        |
| Frente Obrero (FO)                                                                             | Frente Obrero (FO)                                                                             | 66 039     | 0.38                                     | 0/61                                     | Nv.                                      |
| La España Olvidada Existe-Municipalistas-Mundo Justo (EXISTE)                                  | La España Olvidada Existe-Municipalistas-Mundo Justo (EXISTE)                                  | 40 292     | 0.23                                     | 0/61                                     | Nv.                                      |
| Izquierda Española (IZQESP)                                                                    | Izquierda Española (IZQESP)                                                                    | 32 766     | 0.19                                     | 0/61                                     | Nv.                                      |
| Feministas al Congreso (PFAC)                                                                  | Feministas al Congreso (PFAC)                                                                  | 29 236     | 0.17                                     | 0/61                                     | Nv.                                      |
| Iustitia Europa (IE)                                                                           | Iustitia Europa (IE)                                                                           | 26 611     | 0.15                                     | 0/61                                     | Nv.                                      |
| Ahora Andalucía (ANDALUCISTAS)                                                                 | Ahora Andalucía (ANDALUCISTAS)                                                                 | 22 965     | 0.13                                     | 0/61                                     | Nv.                                      |
| Volt España (VOLT)                                                                             | Volt España (VOLT)                                                                             | 20 020     | 0.13                                     | 0/61                                     | Sin cambios                              |
| Escaños en Blanco para dejar escaños vacíos (ESCAÑOS EN BLANCO)                                | Escaños en Blanco para dejar escaños vacíos (ESCAÑOS EN BLANCO)                                | 19 586     | 0.11                                     | 0/61                                     | Nv.                                      |
| Partido Comunista de los Trabajadores de España (PCTE)                                         | Partido Comunista de los Trabajadores de España (PCTE)                                         | 15 176     | 0.09                                     | 0/61                                     | Sin cambios                              |
| Piratas-Rebeldes (PIRATAS)                                                                     | Piratas-Rebeldes (PIRATAS)                                                                     | 14 484     | 0.08                                     | 0/61                                     | Sin cambios                              |
| Partido Comunista de los Pueblos de España/Partit Comunista del Poble de Catalunya (PCPE/PCPC) | Partido Comunista de los Pueblos de España/Partit Comunista del Poble de Catalunya (PCPE/PCPC) | 11 177     | 0.06                                     | 0/61                                     | Sin cambios                              |
| Falange Española de las JONS (FE DE LAS JONS)                                                  | Falange Española de las JONS (FE DE LAS JONS)                                                  | 9677       | 0.06                                     | 0/61                                     | Nv.                                      |
| Soberanía Alimentaria Española (SAE)                                                           | Soberanía Alimentaria Española (SAE)                                                           | 9311       | 0.05                                     | 0/61                                     | Nv.                                      |
| Cree en Europa (CREE EN EUROPA)                                                                | Cree en Europa (CREE EN EUROPA)                                                                | 9276       | 0.05                                     | 0/61                                     | Nv.                                      |
| Recortes Cero (RECORTES CERO)                                                                  | Recortes Cero (RECORTES CERO)                                                                  | 7618       | 0.04                                     | 0/61                                     | Sin cambios                              |
| Partido Humanista (PH)                                                                         | Partido Humanista (PH)                                                                         | 6550       | 0.04                                     | 0/61                                     | Sin cambios                              |
| País i Moviment Rural (PMR)                                                                    | País i Moviment Rural (PMR)                                                                    | 6541       | 0.04                                     | 0/61                                     | Nv.                                      |
| Salamanca-Zamora-León Prepal (PREPAL)                                                          | Salamanca-Zamora-León Prepal (PREPAL)                                                          | 6456       | 0.04                                     | 0/61                                     | Nv.                                      |
| Partido Galego (GLG)                                                                           | Partido Galego (GLG)                                                                           | 5719       | 0.03                                     | 0/61                                     | Nv.                                      |
| Futuro (F)                                                                                     | Futuro (F)                                                                                     | 5671       | 0.03                                     | 0/61                                     | Nv.                                      |
| Juntos por Extremadura (J.U.E.X.)                                                              | Juntos por Extremadura (J.U.E.X.)                                                              | 5611       | 0.03                                     | 0/61                                     | Nv.                                      |
| Corriente Revolucionaria de los Trabajadores (CRT)                                             | Corriente Revolucionaria de los Trabajadores (CRT)                                             | 5165       | 0.03                                     | 0/61                                     | Nv.                                      |
| Extremeños Prex Crex (EXTREMEÑOS)                                                              | Extremeños Prex Crex (EXTREMEÑOS)                                                              | 3509       | 0.02                                     | 0/61                                     | Nv.                                      |
| Votos a candidatura                                                                            | Votos a candidatura                                                                            | 17 402 783 | Participación: · \| \| 46.39 % \| 11,52% | Participación: · \| \| 46.39 % \| 11,52% | Participación: · \| \| 46.39 % \| 11,52% |
| Votos válidos                                                                                  | Votos válidos                                                                                  | 17 527 438 | Participación: · \| \| 46.39 % \| 11,52% | Participación: · \| \| 46.39 % \| 11,52% | Participación: · \| \| 46.39 % \| 11,52% |
| Votantes                                                                                       | Votantes                                                                                       | 17 652 007 | Participación: · \| \| 46.39 % \| 11,52% | Participación: · \| \| 46.39 % \| 11,52% | Participación: · \| \| 46.39 % \| 11,52% |
| Electores                                                                                      | Electores                                                                                      | 38 050 286 | Participación: · \| \| 46.39 % \| 11,52% | Participación: · \| \| 46.39 % \| 11,52% | Participación: · \| \| 46.39 % \| 11,52% |
|                                                                                                | 46.39 %                                                                                        |            | Participación: · \| \| 46.39 % \| 11,52% | Participación: · \| \| 46.39 % \| 11,52% | Participación: · \| \| 46.39 % \| 11,52% |

### Resultados por adscripción de los diputados electos a los grupos europeos
| Grupo europeo      | Grupo europeo                                               | Partido(s)                  | Afiliación europea | Escaños           | Escaños        |
| Grupo europeo      | Grupo europeo                                               | Partido(s)                  | Afiliación europea | Respecto a España | Respecto al GP |
| ------------------ | ----------------------------------------------------------- | --------------------------- | ------------------ | ----------------- | -------------- |
|                    | Grupo del Partido Popular Europeo                           | PP: 22                      | EPP: 22            | 22/61             | 22/188         |
|                    | Grupo de la Alianza Progresista de Socialistas y Demócratas | PSOE: 20                    | PES: 20            | 20/61             | 20/136         |
|                    | Grupo de los Patriotas por Europa                           | Vox: 6                      | Patriots.eu: 6     | 6/61              | 6/84           |
|                    | Grupo de Los Verdes/Alianza Libre Europea                   | ERC: 1 BNG: 1 Més-C: 1      | EFA: 3             | 4/61              | 4/53           |
| CatComú: 1         | Grupo de Los Verdes/Alianza Libre Europea                   | n/a                         |                    | 4/61              | 4/53           |
|                    | Grupo de La Izquierda en el Parlamento Europeo              | Podemos: 2                  | ELA: 2             | 4/61              | 4/46           |
| SMR: 1 EH Bildu: 1 | Grupo de La Izquierda en el Parlamento Europeo              | n/a                         |                    | 4/61              | 4/46           |
|                    | Grupo de los Conservadores y Reformistas Europeos           | Independientes (ex-SALF): 2 | n/a                | 2/61              | 2/80           |
|                    | Grupo Renovar Europa                                        | EAJ-PNV: 1                  | EDP: 1             | 1/61              | 1/77           |
|                    | No inscritos                                                | MEScat: 1 SALF: 1           | n/a                | 2/61              | 2/29           |